# Fairfax, Kalifornien
Fairfax är en stad (town) i Marin County, i delstaten Kalifornien, USA. Enligt United States Census Bureau har staden en folkmängd på 7 520 invånare (2011) och en landarea på 5,7 km².